# 富島靖子
富島靖子【YACCO-BABY】（とみしまやすこ【ヤッコ-ベイビー】）は、沖縄県で活動するフリーDJ。キャラOKINAWA所属。

## ラジオ(レギュラー)
- ヒトワク【78タイフーンfm(エフエム那覇)】12:00-16:00（火・水曜日担当）

## テレビ
- ウィン♪ウィン♪【沖縄テレビ】 11:00〜11:30（毎週日曜日）※ナレーション
- ジョートーTV【琉球放送】 13:00〜13:54（毎週日曜日）※コーナーナレーション（2008年3月30日番組終了）